# Stellaire (plante)
Pour les articles homonymes, voir stellaire.
Stellaria
Genre
Classification phylogénétique
Stellaria est un genre de plantes herbacées annuelles ou vivaces, les stellaires,  de la famille des Caryophyllaceae. Il comprend près de 150 espèces réparties à travers le monde.
Ce sont des plantes aux feuilles exstipulées, simplement opposées. Les inflorescences en cymes ramifiées ont des fleurs blanches. Le calice a des sépales libres ou à peine soudées à la base. La corolle est composée de 5 pétales bifides qui ne sont pas soudés et sont profondément échancrés, ce qui donne l'impression que la fleur a 10 pétales. On observe en général 10 étamines et un pistil à 3 styles. Le fruit est une capsule déhiscente, renflée à la base, à trois ou six valves ou dents.
Le nom du genre vient du latin stella, l'étoile. Il fait référence aux cinq pétales échancrés qui donnent à la corolle l'aspect d'une étoile à dix rayons.
C'est le genre du mouron des oiseaux, ou stellaire intermédiaire, morgeline (Stellaria media), une adventice contre laquelle on lutte dans les cultures et les jardins, ou de la stellaire holostée (Stellaria holostea), une plante des talus et bords des chemins ensoleillés.

## Principales espèces (France)
- Stellaria alsine Grimm - Stellaire des sources
- Stellaria cupaniana (Jord. & Fourr.) Beg.
- Stellaria graminea L. - Stellaire graminée
- Stellaria holostea L. - Stellaire holostée
- Stellaria media (L.) Vill. - Mouron des oiseaux
- Stellaria neglecta Weihe
- Stellaria nemorum L. - Stellaire des bois
- Stellaria pallida (Dumort.) Piré
- Stellaria palustris - Stellaire des marais

## Autres espèces
- Stellaria alaskana Hultén
- Stellaria americana (Porter ex B.L. Robins.) Standl.
- Stellaria antillana Urban
- Stellaria borealis Bigelow
- Stellaria calycantha (Ledeb.) Bong.
- Stellaria ciliatosepala Trautv.
- Stellaria corei Shinners
- Stellaria crassifolia Ehrh.
- Stellaria crassipes Hultén
- Stellaria crispa Cham. et Schlecht.
- Stellaria dicranoides (Cham. et Schlecht.) Fenzl
- Stellaria edwardsi R. Brown
- Stellaria fontinalis (Short et Peter) B.L. Robins.
- Stellaria humifusa Rottb.
- Stellaria irrigua Bunge
- Stellaria littoralis Torr.
- Stellaria longifolia Muhl. ex Willd.
  - Stellaria longifolia var. eciliata (Boivin) Boivin

- Stellaria longipes Goldie

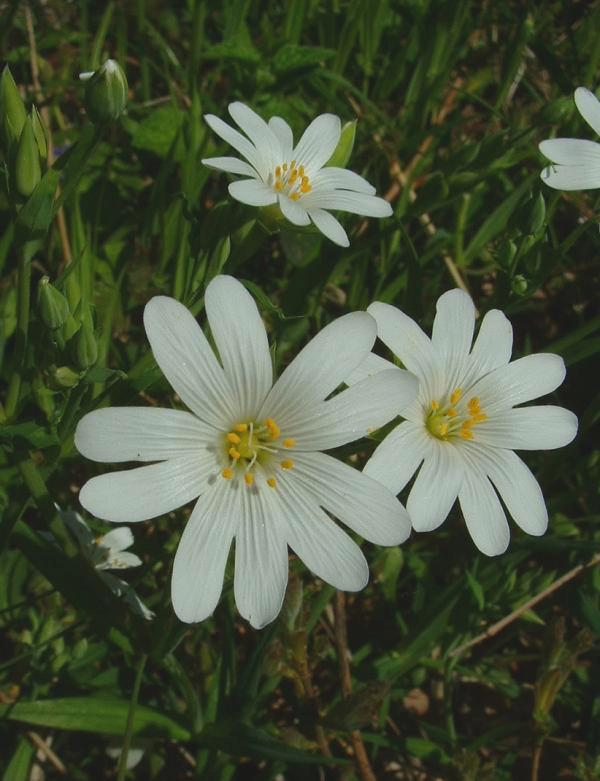
Stellaria holostea, fleurs

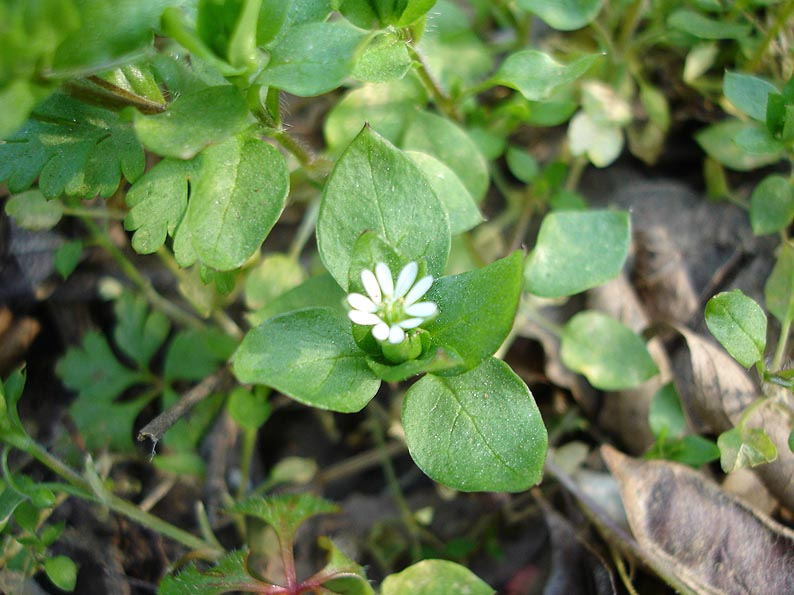
Stellaria media

  - Stellaria longipes var. longipes Goldie
  - Stellaria longipes ssp. arenicola (Raup) Chinnappa et J.K. Morton
  - Stellaria longipes ssp. longipes Goldie
- Stellaria nitens Nutt.
- Stellaria obtusa Engelm.
- Stellaria oxyphylla B.L.Robins.
- Stellaria parva Pedersen
- Stellaria porsildii Chinnappa
- Stellaria prostrata Baldw.
- Stellaria pubera Michx.
- Stellaria ruscifolia Pallas ex Schlecht.
- Stellaria sitchama Steud.
- Stellaria umbellata Turcz. ex Kar. et Kir.